# Jemgum
Jemgum är en kommun i distriktet Leer i den tyska delstaten Niedersachsen. Jemgum ligger i det historiska landskapet Ostfriesland, nära städerna Emden och Leer. Kommunen har cirka 3 600 invånare.

## Geografi
Jemgum ligger på en halvö i den del av Ostfriesland som kallas Rheiderland, nära Nordsjön och gränsen till Nederländerna. Norr och väster om Jemgum ligger havsviken Dollart och i öster ligger floden Ems. Kommunen ligger inom det nordtyska låglandet i jämnhöjd med havsnivån. Den mest utbredda landskapstypen är marskland och det finns stora jordbruksområden, i huvudsak betesmarker för ostfriesiska mjölkkor. Det finns dessutom ett stort antal små kanaler och avvattningsdiken samt ett flertal pumpanläggningar för att avvattna området. I kommunen finns praktiskt taget ingen skog.

## Historia
På romartiden fanns ett romerskt läger, Bentumersiel, i Jemgum. Orten Jemgum grundades på 700-talet och har blivit känd i Ostfrieslands historia genom två slag som ägde rum här på 1500-talet.
Jemgums äldsta orter var byar som anlades runt år 0 på konstgjorda runda kullar, terp, som skydd mot översvämningar i samband med stormfloder. I byn Midlum finns Ostfrieslands äldsta klocktorn. Tornet är 14 meter högt och har en lutning på 6,74°, vilket kan jämföras med lutande tornet i Pisa (4,56°) och det lutande tornet i Suurhusen (5,07°). Kyrkan i Midlum är från år 1200.
En annan cirkelformad gammal by på en terp är Critzum vid floden Ems. I centrum av byn ligger en gammal försvarskyrka, omgiven av en vallgrav. Byn Ditzum grundades på samma sätt på 700-talet och har en lång historia som präglas av fiskenäringen. Byn Holtgaste har en nästan lika lång historia. Byns kyrka sägs ha varit ett av sjörövaren Klaus Störtebekers gömställen längs Nordsjökusten.
Den nuvarande kommunen bildades genom en sammanslagning av elva självständiga orter i samband med den niedersachsiska kommunreformen 1973 .

## Näringsliv
Jemgum präglas av jordbruket. Ett småskaligt yrkesfiske finns kvar i bland annat Ditzum, liksom ett mindre varv som tillverkar träbåtar. I kommunen fanns tidigare flera tegelbruk.
Direkt söder om Jemgum går motorvägen A31. Från hamnen i Ditzum går färjor till Borkum, Delfzijl (Nederländerna) och Emden.
I Holtgaste finns ett industriområde nära motorvägen och i floden Ems finns en stor pumpanläggning för att avvattna området.

## Orter i Jemgums kommun
- Jemgum, huvudort (1.596 invånare 2007)
- Böhmerwold (54)
- Critzum (182)
- Ditzum (682)
- Hatzum (198)
- Holtgaste (239)
- Marienchor (39)
- Midlum (328)
- Nendorp (189)
- Oldendorp (110)
- Pogum (211)

## Bildet
|                                  |
| Kyrka i Critzum i Jemgums kommun |

|                |
| Kyrka i Jemgum |